# Bastren

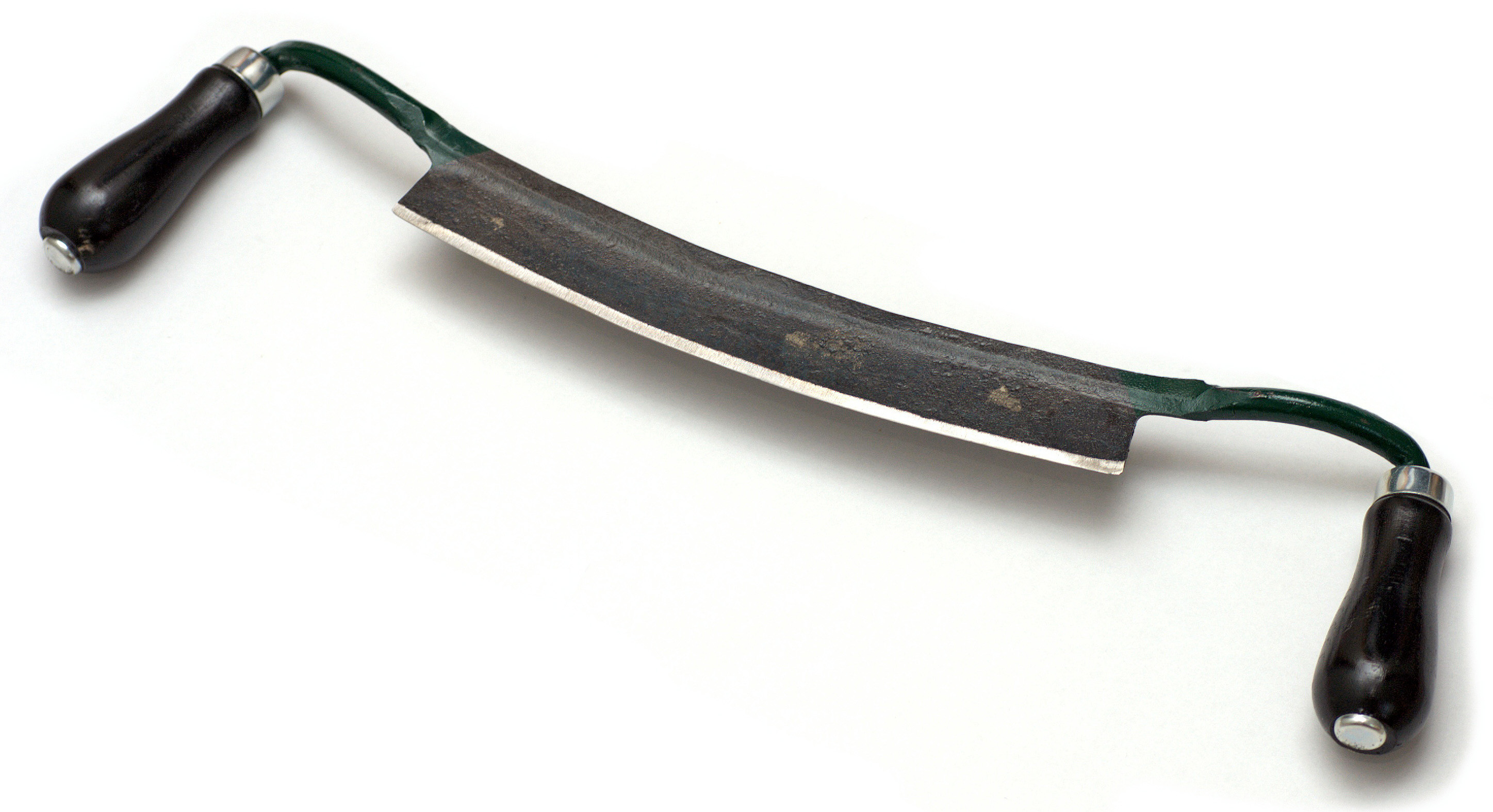
Un bastren tradicional.

Un bastren (pelador de troncos, pelador de corteza) es una herramienta tradicional para trabajar la madera utilizada para quitar la corteza de troncos y darle forma a piezas de madera. Consiste de una cuchilla con una manija en cada extremo. La cuchilla es mucho más larga que ancha (a lo largo de su plano de corte). Se la pasa por la superficie de la madera en dirección hacia el usuario.
El bastren de la figura posee una cuchilla de 25 cm de largo, si bien hay algunos con cuchillas más cortas. La cuchilla se afila de manera de tener un bisel. Las manijas se pueden ubicar por debajo del nivel de la cuchilla (como en la figura adjunta) o en el mismo nivel.

## Uso

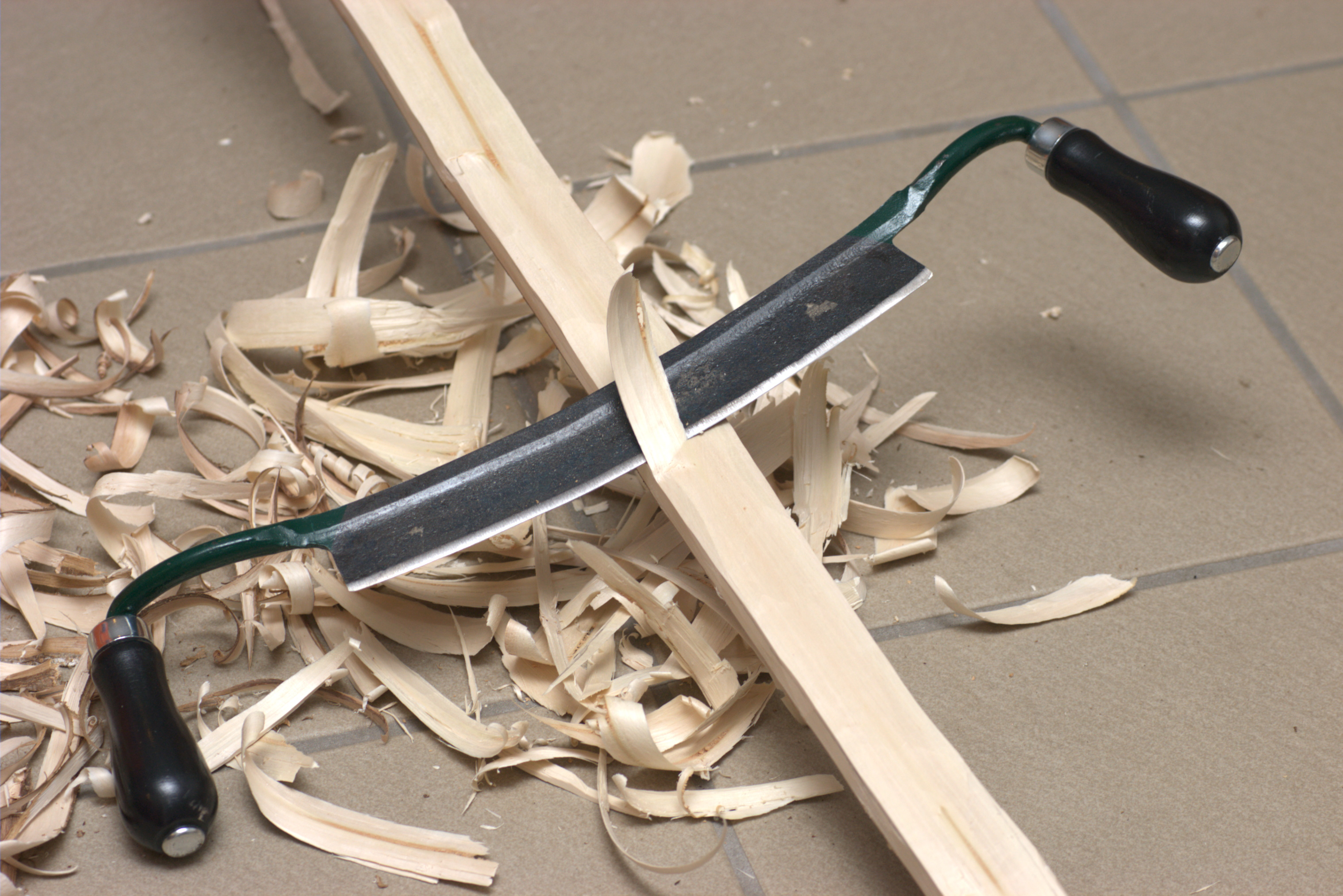
Uso de un bastren para fabricar un arco.

El bastren por lo general es utilizado para quitar largos gajos de madera de una superficie plana o ligeramente redondeada, para quitarle la corteza a troncos o palos, o para darle formas redondeadas a palos que luego serán trabajados en un torno, o puede desbastar la madera donde no se requiere un alto nivel de terminación superficial. Su cuchilla delgada permite crear curvas cóncavas o convexas complejas.
A diferencia de una argallera, no posee una boca cerrada para controlar la formación de viruta, y por lo tanto carece de la precisión de corte y desbastado que posee la argallera.
Es una herramienta imprescindible para fabricar en forma artesanal bates de cricket, donde se le utiliza para darle forma a la curva del bate.

## Operación
La forma ideal de uso del bastren es con la persona a caballo de un banco de carpintero tradicional, el cual fija en forma segura el trozo de madera sobre el que se trabaja, además la persona puede utilizar su piernas para tener más fuerza en la operación de la herramienta.
La forma ideal de trabajo es con la veta de la madera paralela al banco de carpintero, y perpendicular a la cuchilla del bastren, de forma que el bastren afeite la fibra de la madera y no vaya en contra de la misma. La mejor disposición es alinear la cuchilla de forma que no sea perfectamente perpendicular a la veta de la madera, sino en una orientación levemente diagonal, buscando no cortar la mayor cantidad de madera posible en una pasada, sino "afeitar" la madera de forma gradual. La persona manipula el bastren de forma que la cuchilla se hinque en la madera y luego controla la profundidad del corte subiendo o bajando las manijas a la vez que arrastra la cuchilla hacia si.

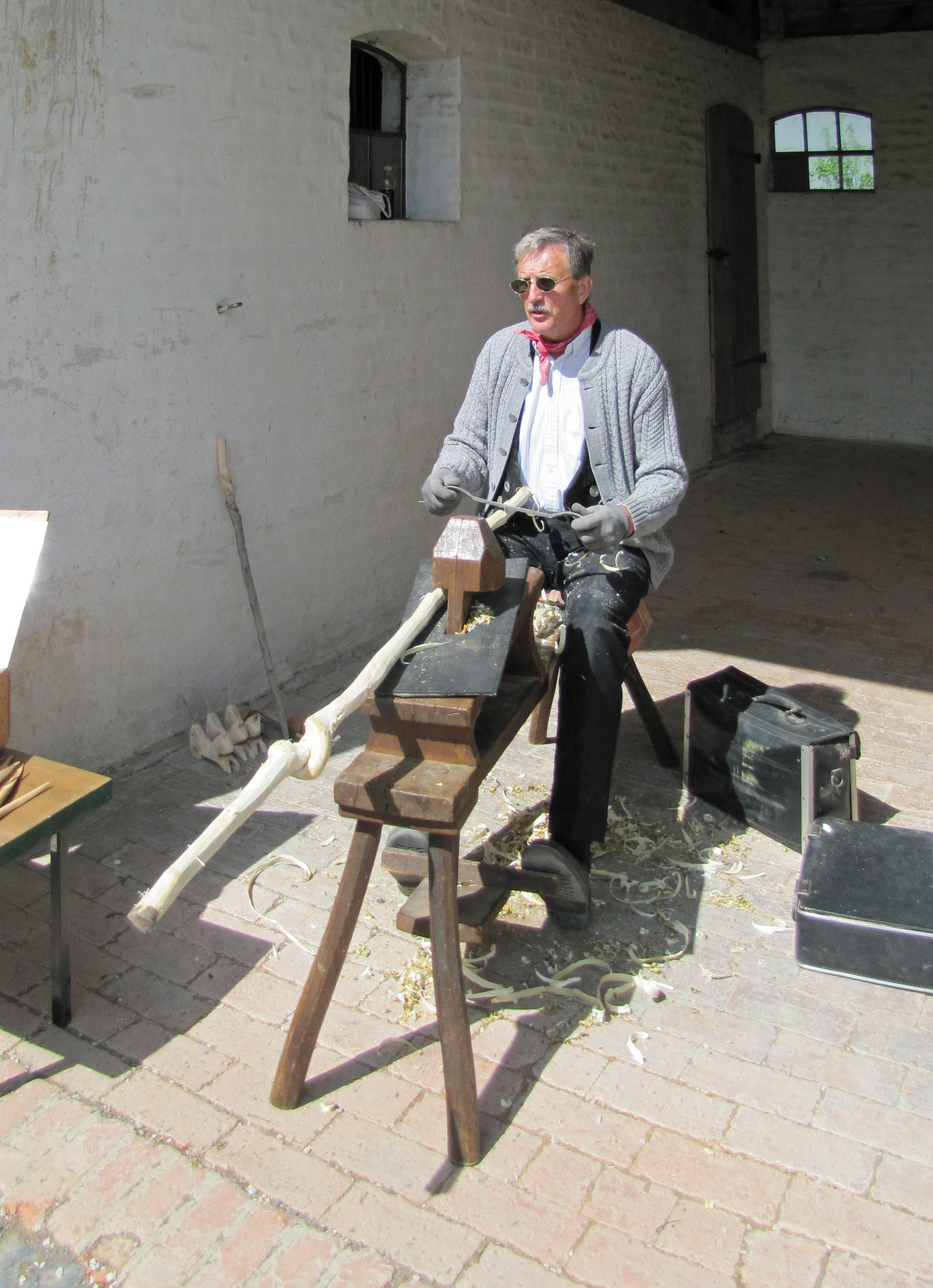
A menudo se utiliza un banco de carpintero para trabajar con el bastren.

### Cortes rectos
Se trabaja desde el centro de la pieza hacia sus extremos, y nunca toda la longitud de la pieza de una sola vez. Una vez trabajada una mitad, la persona invierte la pieza en el banco de carpintero o vise y trabaja desde el centro para desbastar el extremo lejano para emparejarlo con la zona central. La terminación final se puede realizar con una argallera, bloque de lijar o torno.
- Cuando se la opera en forma convencional, o sea con el bisel de la cuchilla para arriba el bastren puede realizar cortes más profundos y algunos aprendices pueden notar una tendencia de la cuchilla a "clavarse" (o sea cortar en forma no intencional más profundo).
- Cuando se la opera con el lado del bisel de la cuchilla para abajo tiene la ventaja de desbastar menos material, pero la cuchilla de desafila más seguido y requiere afilarla con mayor frecuencia.

### Convexo
El operador debe aplicar poca fuerza en el centro y luego la intensifica de forma que la cuchilla penetre más, de esta manera quitando más madera a medida que se aproxima al extremo del madero.